# エンリケ・デ・ルーカス
エンリケ・デ・ルーカス・マルティネス（Enrique de Lucas Martínez, 1978年8月17日 - ）は、スペイン王国バルセロナ県ルスピタレート・ダ・リュブラガート出身の元サッカー選手。現役時代のポジションはミッドフィールダー。

## 経歴
カタルーニャ州バルセロナ県ルスピタレート・ダ・リュブラガートに生まれ、フェラン・マルトレルとFCバルセロナの下部組織を経て、1995年にRCDエスパニョールの下部組織に移った。1998年5月15日、レアル・バリャドリード戦でトップチームデビューを果たし、1997-98シーズンの出場機会はそれだけであったが、1998年夏に正式にトップチームに昇格した。エスパニョールの攻撃陣において重要な要素となり、1999-2000シーズンにはリーグ戦30試合に出場して4得点を挙げ、同シーズンのコパ・デル・レイでは優勝に貢献した。1998年から1999年にはU-21スペイン代表として4試合に出場している。2001年にはリーグ・アンのパリ・サンジェルマンFCにレンタル移籍したが、ほとんど戦力外の扱いを受けた。2002年にエスパニョールとの契約が満了すると、プレミアリーグのチェルシーFCに移籍した。
チェルシーでの唯一の得点は2002-03シーズンのUEFAカップ・ヴァイキングFK戦(2-1)で挙げたものである。2003年にスペインに戻り、デポルティーボ・アラベスでは在籍期間の大半がセグンダ・ディビシオン（2部）でのプレーであったものの、大きなインパクトを残した。2004-05シーズンは40試合に出場して6得点を記録し、アラベスを2年ぶりのプリメーラ・ディビシオン（1部）昇格に導いたが、わずか1シーズンでセグンダ・ディビシオン降格となった。2007年夏、プリメーラ・ディビシオンに返り咲いたレアル・ムルシアと2年契約を結んだ。2007-08シーズンは重用され、レアル・マドリード戦(1-1)で得点するなどしたが、アラベスの時と同様にムルシアは1シーズンでセグンダ・ディビシオン降格となった。
ムルシアとの契約が満了した2009年8月、ウィル・ヘイニングやイシュメル・デモンタニャクとともにイングランド・フットボールリーグ・チャンピオンシップ（実質2部）のブラックプールFCのトライアルを受けたが、その後すぐ、セグンダ・ディビシオンに昇格したばかりのFCカルタヘナと契約した。ジローナFC戦(1-0)でシーズン初得点を挙げると、2009-10シーズンは自己最多の11得点を挙げ、カルタヘナを5位での昇格プレーオフ出場に導いた。2010年夏、セルタ・デ・ビーゴと2年契約を結んだ。
2015年2月、イングランド9部リーグのビグルズウェイド・ユナイテッドFCと契約を交わし現役に復帰した。

## タイトル
- RCDエスパニョール

コパ・デル・レイ: 1999–2000